# Tire-bouchon (inversion)
Pour les articles homonymes, voir Tire-bouchon (homonymie) et Corkscrew.

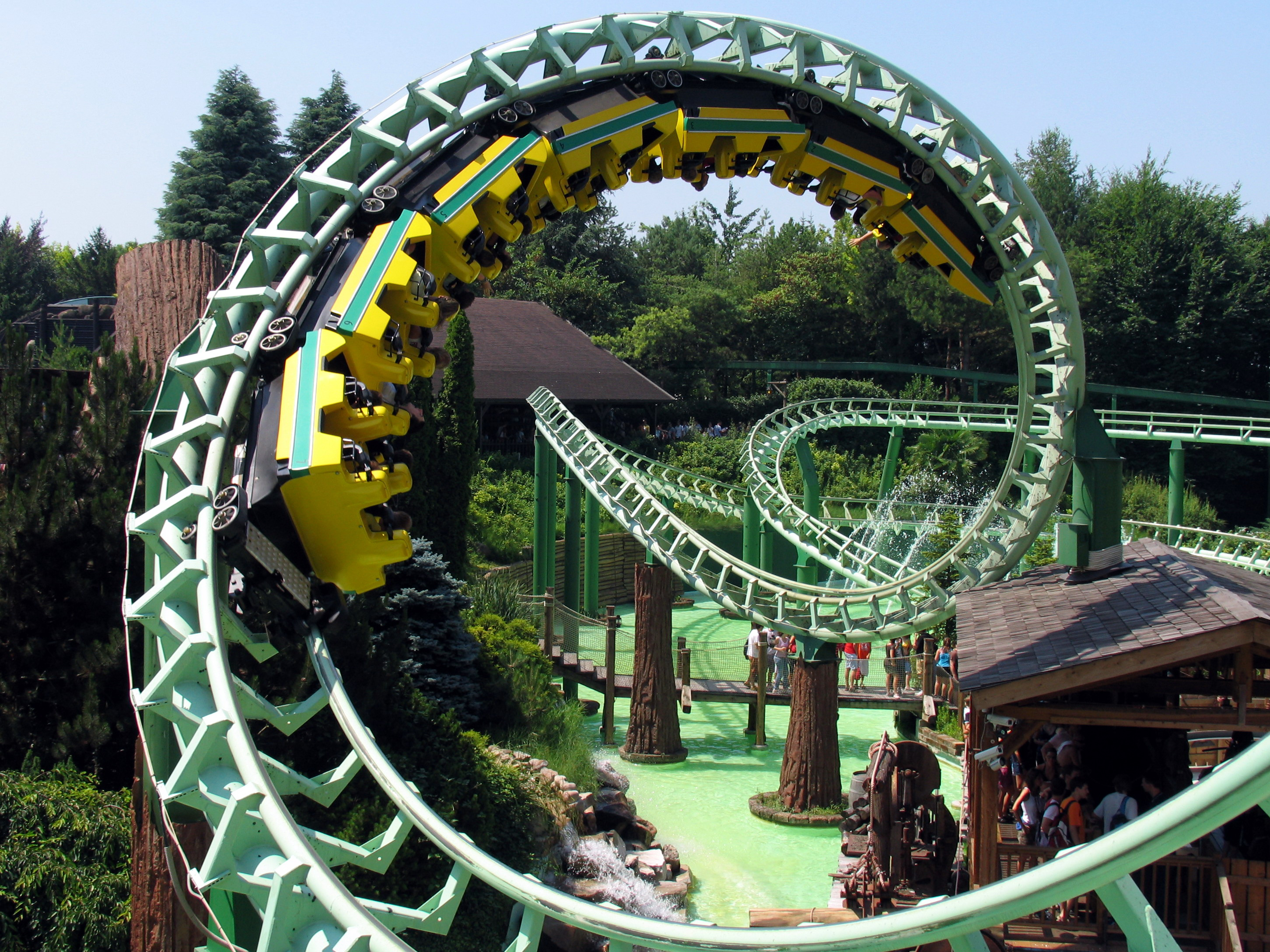
Shaman à Gardaland.

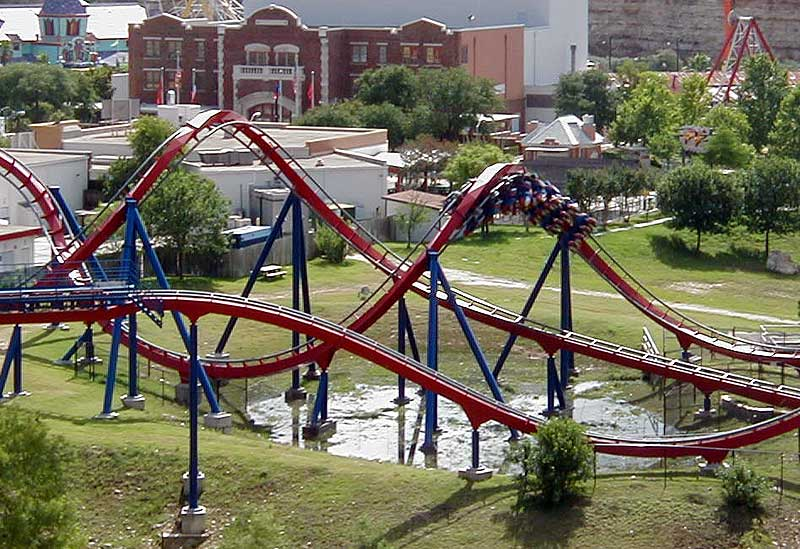
Interlockings Corkscrew sur Superman Krypton Coaster à Six Flags Fiesta Texas.

Le tire-bouchon (parfois désigné par le terme anglais Corkscrew) est le nom d'une inversion simple que l'on trouve sur les montagnes russes en métal.

## Description
Comme son nom l'indique, cette figure fait prendre au rail la forme d'un tire-bouchon vers la droite ou vers la gauche, permettant aux passagers des trains d'avoir la tête à l'envers un bref instant. Cette figure a été utilisée pour la première fois en 1975 par Arrow Dynamics pour Corkscrew.

## Variantes
Cette inversion peut être doublée, soit à la suite (on parle alors de Double Corkscrew) soit enchevêtrée (on parle d'Interlocking Corkscrews). On trouve également un Triple Corkscrew sur Fantasia Special situé dans le parc Tongdo Fantasia en Corée du Sud

## Autres dénominations
Cette inversion peut porter le nom de Flat Spin (pour les montagnes russes volantes, montagnes russes assises ou montagnes russes en position verticale) et de Wing Over (pour les montagnes russes inversées) chez le constructeur Bolliger & Mabillard. Chez Intamin, les autres noms sont Spiral (montagnes russes sans sol), Screw (montagnes russes assises) ou Looping Spiral (montagnes russes en position verticale).
La variante Interlocking Corkscrews porte le nom d'Interlocking Wing Over dans le cas de montagnes russes inversées ou d'Interlocking Flat Spins pour les montagnes russes assises (dénomination adoptée par Bolliger & Mabillard)

## Galerie

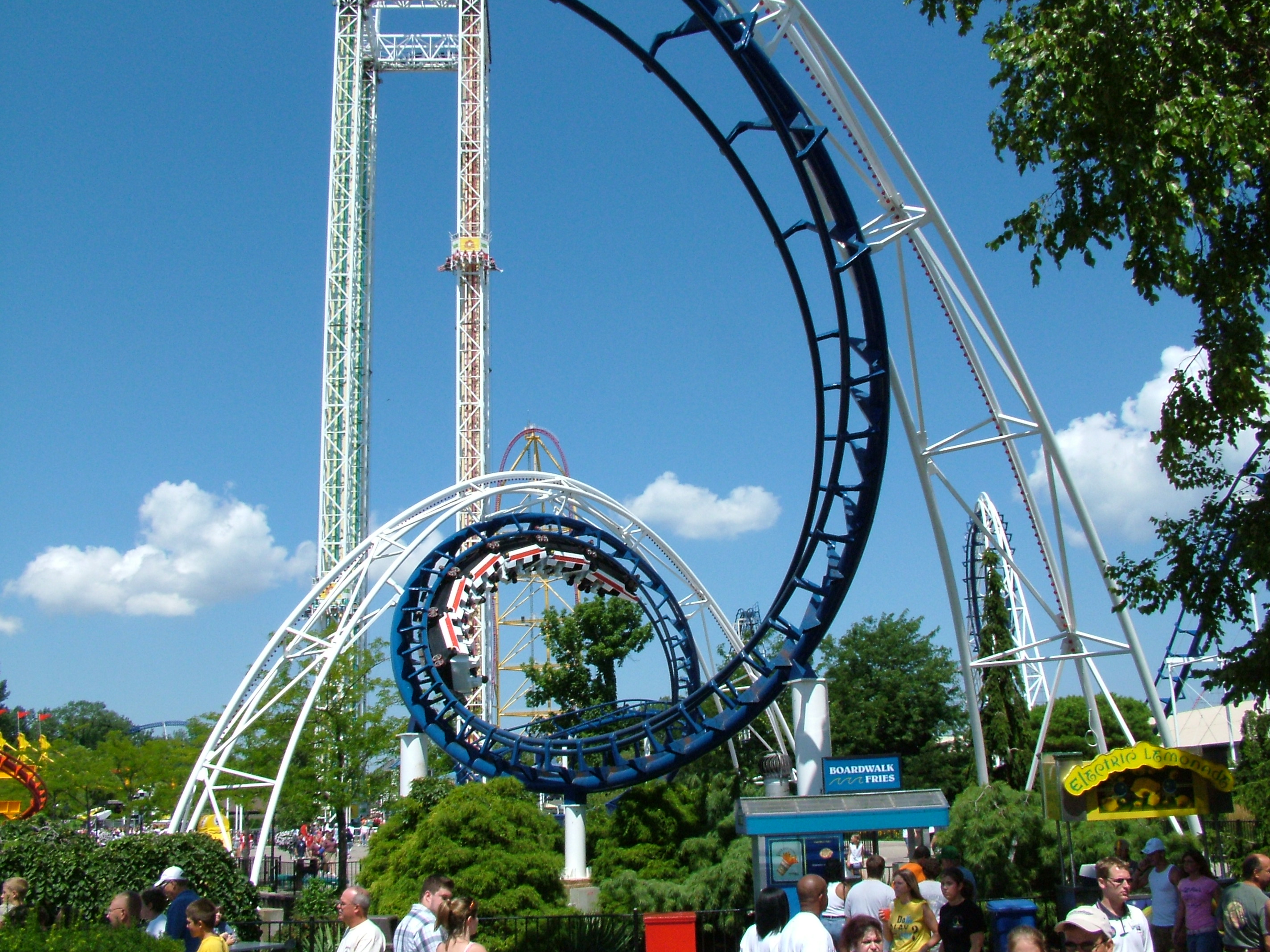
Corkscrew à Cedar Point
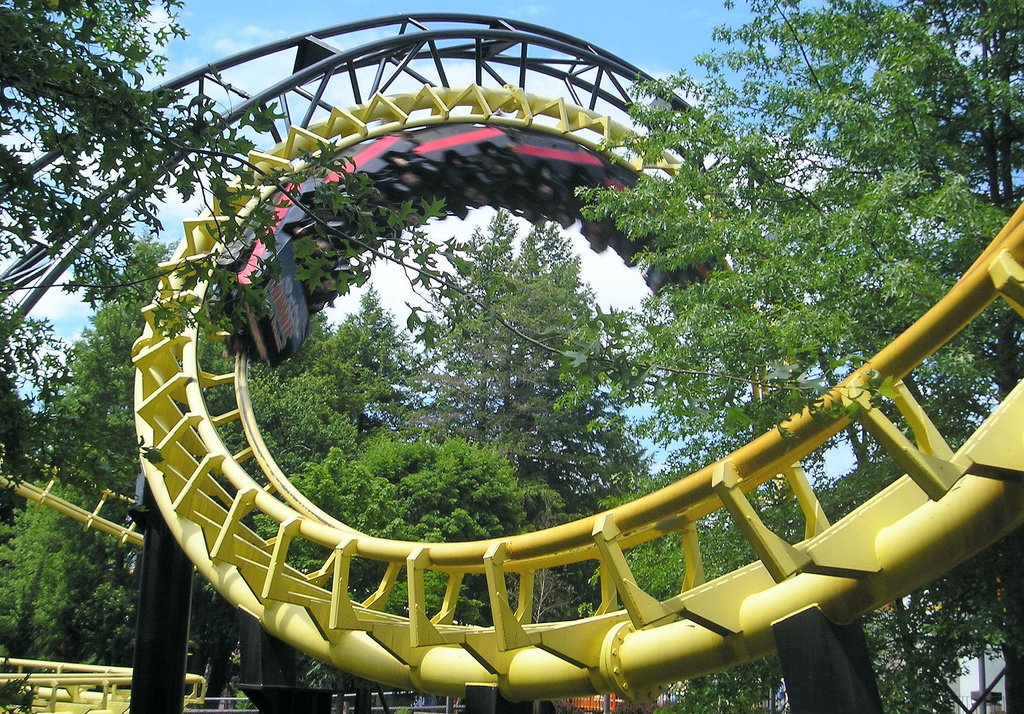
Corkscrew à Canobie Lake Park
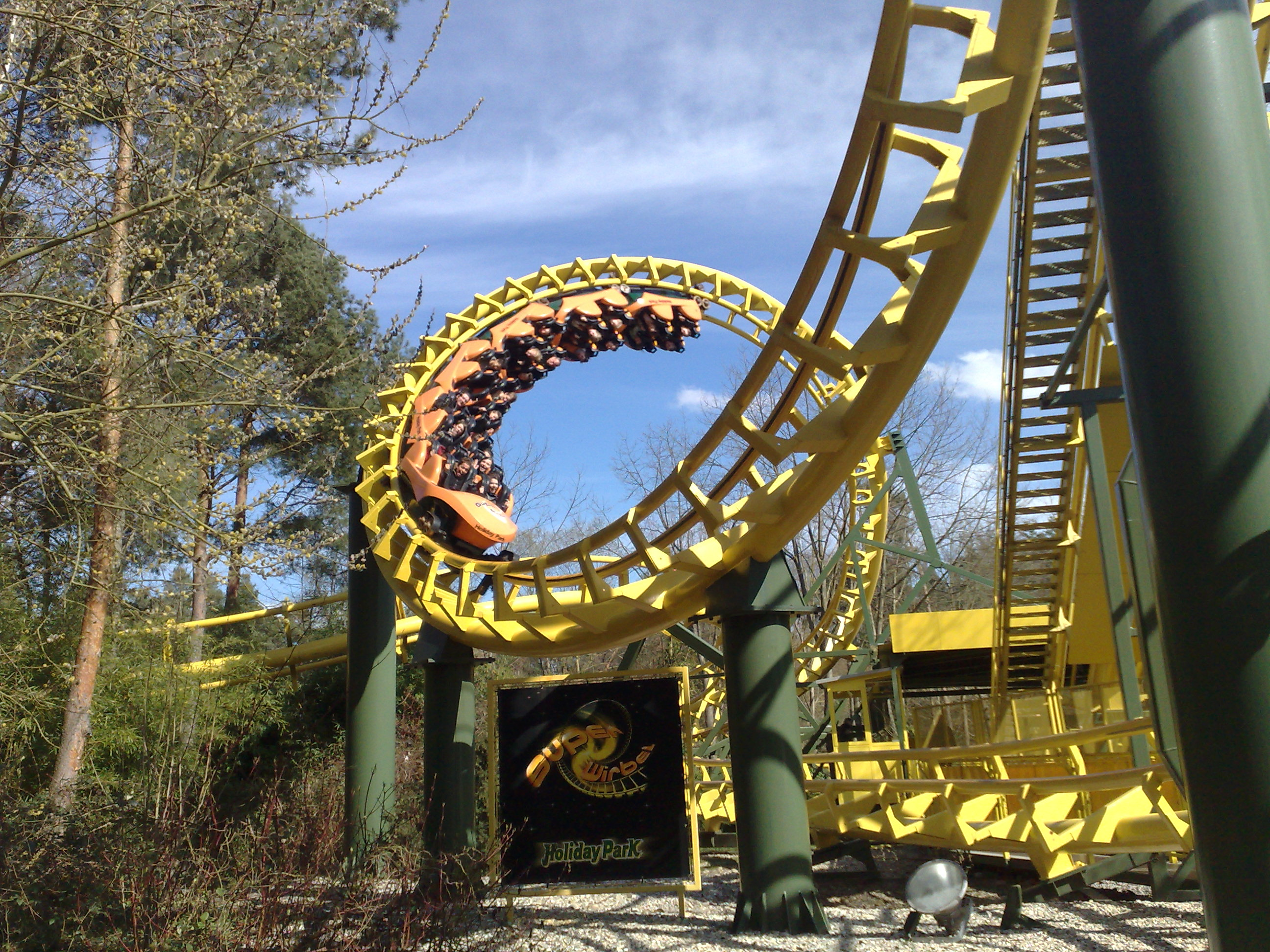
Superwirbel à Holiday Park
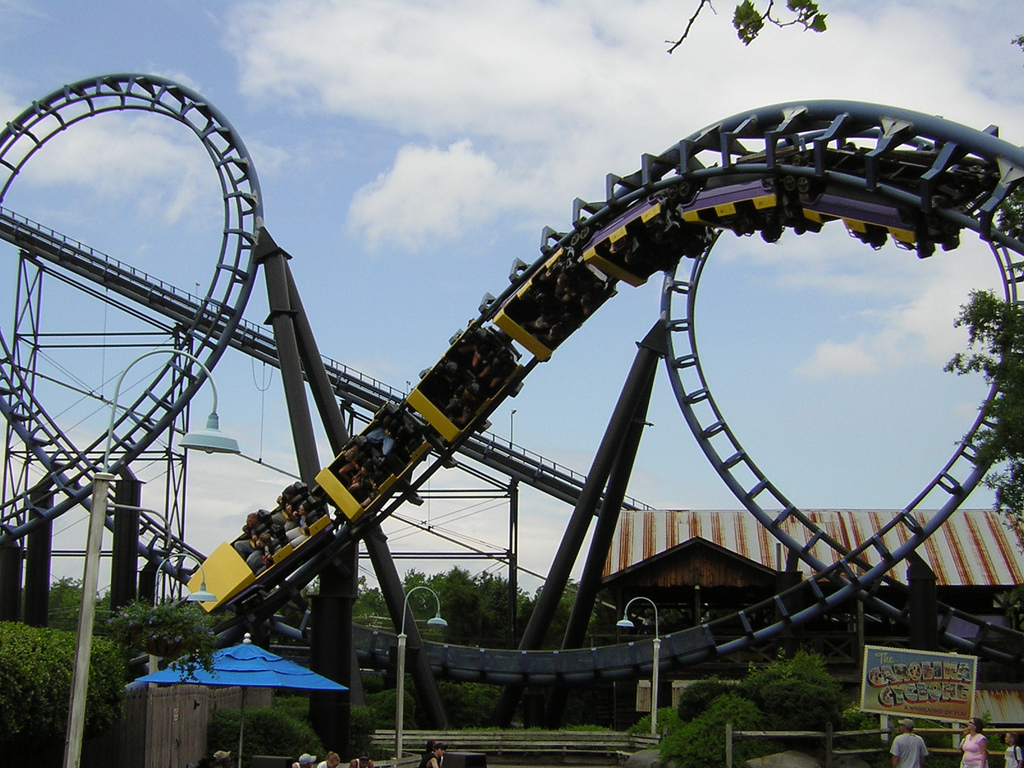
Carolina Cyclone à Carowinds